# Ministère des Domaines, du Cadastre et des Affaires foncières
 (avril 2024).
La mise en forme du texte ne suit pas les recommandations de Wikipédia : il faut le « wikifier ».
Les points d'amélioration suivants sont les cas les plus fréquents :
- Les titres sont pré-formatés par le logiciel. Ils ne sont ni en capitales, ni en gras.
- Le texte ne doit pas être écrit en capitales (les noms de famille non plus), ni en gras, ni en italique, ni en « petit »…
- Le gras n'est utilisé que pour surligner le titre de l'article dans l'introduction, une seule fois.
- L'italique est rarement utilisé : mots en langue étrangère, titres d'œuvres, noms de bateaux, etc.
- Les citations ne sont pas en italique mais en corps de texte normal. Elles sont entourées par des guillemets français : « et ».
- Les listes à puces sont à éviter, des paragraphes rédigés étant largement préférés. Les tableaux sont à réserver à la présentation de données structurées (résultats, etc.).
- Les appels de note de bas de page (petits chiffres en exposant, introduits par l'outil «  Source ») sont à placer entre la fin de phrase et le point final[comme ça].
- Les liens internes (vers d'autres articles de Wikipédia) sont à choisir avec parcimonie. Créez des liens vers des articles approfondissant le sujet. Les termes génériques sans rapport avec le sujet sont à éviter, ainsi que les répétitions de liens vers un même terme.
- Les liens externes sont à placer uniquement dans une section « Liens externes », à la fin de l'article. Ces liens sont à choisir avec parcimonie suivant les règles définies. Si un lien sert de source à l'article, son insertion dans le texte est à faire par les notes de bas de page.
- La présentation des références doit suivre les conventions bibliographiques. Il est recommandé d'utiliser les modèles {{Ouvrage}}, {{Chapitre}}, {{Article}}, {{Lien web}} et/ou {{Bibliographie}}. Le mode d'édition visuel peut mettre en forme automatiquement les références.
- Insérer une infobox (cadre d'informations à droite) n'est pas obligatoire pour parachever la mise en page.

Pour une aide détaillée, merci de consulter Aide:Wikification.
Si vous pensez que ces points ont été résolus, vous pouvez retirer ce bandeau et améliorer la mise en forme d'un autre article.
Le ministère des Domaines, du Cadastre et des Affaires foncières (en anglais, Ministry of state property, surveys and land tenure) est une institution de l’État camerounais placée sous l’autorité d’un ministre. Il  est responsable de l’élaboration et de la mise en œuvre de la politique du gouvernement en matière domaniale, cadastrale et foncière.

## Histoire
Le ministère des Domaines, du Cadastre et des Affaires foncières a connu plusieurs dénominations : ministère de l’Équipement, de l’Habitat et des Domaines de 1972 à 1975 ; ministère de l’Urbanisme et de l’Habitat (MINUH) de 1982 à 2004 ; ministère des Domaines et des Affaires foncières (MINDAF) de 2004 à 2011 ; ministère des Domaines, du Cadastre et des Affaires foncières (MINDCAF) à partir de 2011.

## Organisation
Le ministère des domaines, du cadastre et des affaires foncières est une institution composé d’un ministre qui est chargé de l’élaboration de la mise en œuvre de la politique du gouvernement en matière domaniale, cadastrale et foncière ; d’un secrétariat particulier ; de deux (02) conseillers technique; d’une inspection générale; d’une administration centrale ; des services déconcentrés.

## Missions
Il est chargé de :
- l’élaboration des textes législatifs et règlementaire relatifs aux secteurs domaniaux, cadastraux et fonciers ;
- la gestion des domaines public et privé de l’Etat ;
- la gestion du domaine national et des propositions d’affectation ;
- la protection des domaines public et privé de l’Etat contre toute atteinte, en liaison avec les administrations concernées ;
- l’acquisition et de l’expropriation des biens immobiliers au profit de l’Etat, des établissements publics administratifs et des sociétés à capital public, en liaison avec le ministre des finances et les administrations et organismes concernés ;
- la gestion et de l’entretien du patrimoine immobilier de l’Etat ;
- l’élaboration et de la tenue des plans cadastraux ;
- la réalisation de toutes études nécessaires à la délimitation des périmètres d’intégration cadastrale ;
- la constitution et de la maitrise des réserves foncières en relation avec le ministère de l’habitat et du développement urbain et les administrations concernées.

## Liste des ministres successifs
La succession des ministres au fil des années a façonné la politique gouvernementale à travers les différentes orientations et priorités qu'ils ont portées: 
| N° | Périodes  | Noms et prénoms            | Images |
| -- | --------- | -------------------------- | ------ |
| 1  | 2019      | Henri Eyebe Ayissi         |        |
| 2  | 2011-2019 | Jacqueline Koung à Bessike |        |
| 3  | 2009-2011 | Jean-Baptiste Beleoken     |        |
| 4  | 2007-2009 | Pascal Andong Adibime      |        |
| 5  | 2004-2007 | Louis Marie Abogo Nkono    |        |
| 6  | 2002-2004 | Adji Abdoulaye Haman       |        |
| 7  | 2000-2002 | Boubakary Yerima Halilou   |        |
| 8  | 1997-2000 | Pierre Hele                |        |
| 9  | 1992-1997 | Hamadou Moustapha          |        |
| 10 | 1989-1992 | Henri Eyebe Ayissi         |        |
| 11 | 1986-1989 | Léopold Ferdinand Oyono    |        |
| 12 | 1983-1986 | Abdoulaye Babale           |        |
| 13 | 1982-     | Hamadou Moustapha          |        |
| 14 | 1972-1975 | Paul Tessa                 |        |